# كارل فريدريك آيكهورن
كارل فريدريك آيكهورن (بالألمانية: Karl Friedrich Eichhorn)‏ هو كاتب وقاضي ألماني، ولد في 20 نوفمبر 1781 في ينا في ألمانيا، وتوفي في 4 يوليو 1854 في كولونيا في ألمانيا.